# Джоан Дідіон
Джоан Дідіон (англ. Joan Didion; 5 грудня 1934, Сакраменто, Каліфорнія — 23 грудня 2021, Нью-Йорк) — американська письменниця. Її романи і нариси досліджують розлад американської моральності і культурний хаос, а головною авторською темою виступає індивідуальна та соціальна роз'єднаність. Більша частина її творів пронизана тривогою або страхом.

## Життєпис

### Дитинство і освіта
Джоан Дідіон народилася і виросла у Сакраменто, Каліфорнія, в родині Френка Різа Дідіона та Едуен Джерретт. Тільки но навчившись читати, вона прочитала усі книги в домі, а в юності навіть отримувала від матері письмовий дозвіл брати в бібліотеці дорослі книги, особливо біографії. Вона характеризувала себе як «сором'язливу книжкову дитину».
В дитинстві Дідіон ходила в дитячий садок. Через те, що під час Другої світової війни батько служив в авіації, родина постійно переїжджала, Джоан нерегулярно відвідувала школу. Потім, 1943 або на початку 1944 року, родина знову оселилася в Сакраменто, а батько подався до Детройту, щоб врегулювати оборонні замовлення, зроблені під час Другої світової війни. Дідіон пише в своїх мемуарах, «Звідки я?» (2003), про те, що постійні переїзди змушували її почуватися вічним чужинцем.
1956 року Дідіон закінчила Каліфорнийський університет в Берклі зі ступенем бакалавра мистецтв з англійської мови. Пізніше вона брала участь в конкурсі есеїв, який спонсорував модний журнал «Vogue». Вигравши перший приз, вона отримала в цьому журналі посаду асистента редактора.

### Доросле життя та кар'єра
Дідіон два роки працювала в «Vogue» копірайтером та редактором. Її перший роман, «Біжи, ріка», вийшов 1963 року. Вона повернулася до Каліфорнії зі своїм чоловіком, письменником Джоном Грегорі Данном, де 1968 року опублікувала свою першу документальну книгу «І подалися до Віфлеєму» — збірку нарисів про життя в Каліфорнії.

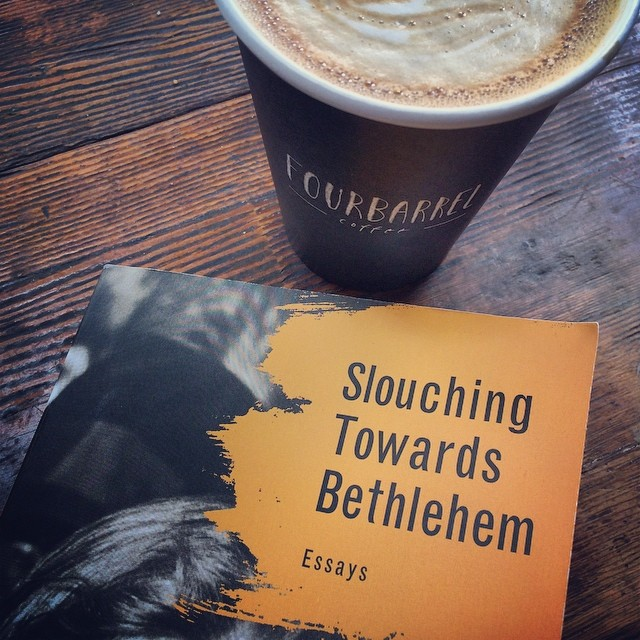
Обкладинка збірки есеїв «І подалися до Віфлеєму» Джоан Дідіон

Її есей 1983 року, «Сальвадор», написаний після двотижневої поїздки до Сальвадору з чоловіком. 1984 року вона також опублікувала роман «Демократія», в якому розповідає про тривале нерозділене кохання між багатою спадкоємицею і немолодим співробітником ЦРУ, яка розгортається на тлі холодної війни та конфлікту у В'єтнамі. 1992 року вона опублікувала книгу «Після Генрі», збірку з дванадцяти географічних нарисів. 1996 року — романтичний трилер «Останнє, чого він хотів».
Дідіон і Данн тісно співпрацювали протягом більшої частини своєї кар'єры; багато їхніх творів перегукуються між собою. Також письменники вісім років поацювали над сценарієм фільму «Близько до серця» за мотивами біографії журналістки Джессіки Савітч.
4 жовтня 2004 року Дідіон почала роботу над книгою «Рік магічного мислення», яка розповідає про пережиту нею смерть чоловіка і тяжку хворобу дочки, і завершила рукопис 88 днів потому, напередодні Нового року. Після виходу цих мемуарів вона поїхала в книжковий тур. Ця подорож, здійснена під час траура, стала для неї терапевтичним процесом.
2007 року вона написала п'єсу для однієї акторки за книгою «Рік магічного мислення». Результатом роботи стала бродвейська постановка, продюсером якої став Скотт Рудін, а головну роль виконала Ванесса Редгрейв. Хоча спочатку Дідіон сумнівалася, чи варто працювати над п'єсою, скоро вона знайшла цей новий для неї жанр достатньо цікавим.

### Особисте життя
Працюючи в нью-йоркському журналі «Vogue», Дідіон зустріла свого майбутнього чоловіка, Джона Грегорі Данна, який в той час співпрацював з «Тайм» (молодший брат письменника Домініка Данна і дядько актора і режисера Гріффіна Данна та акторки Домінік Данн). Вони одружилися 1964 року і скоро переїхали до Лос-Анджелеса, не збираючись там надовго затримуватися. Каліфорнія, в решті, стала їхнім домом на найближчі двадцать років. 1966 року вони вдочерили дівчинку, яку назвали Кінтана Ру Данн. Її дитинство і подальшу хворобу Дідіон описала 2005 року в мемуарах «Рік магічного мислення».
Із 1979 року Дідіон і Данн жили в Брентвуд-Парку, заможному, тихому передмісті Лос-Анджелеса. До переїзду в Брентвуд вони у 1964—1971 роках мешкали у Голлівуді (у районі Лос-Феліс, біля Франклін Авеню, на північ від Голлівудського бульвару), а наступні вісім років — у Малібу.
Менш ніж за два роки Дідіон пережила дві трагедії. 30 грудня 2003 року, в той час, як її дочка Кінтана Ру Данн лежала в комі у відділенні інтенсивної терапії через викликаний пневмонією септичний шок, її чоловік помер від серцевого нападу. Кінтана померла від гострого панкреатита 26 серпня 2005 року. Їй було тридцять дев'ять років. Пізніше, у книзі «Сині ночі», Дідіон розповіла про смерть Кінтани.
Із 2005 року Дідіон проживала у Нью-Йорку, на Іст 71-й вулиці. Гріффін Данн зняв про неї документальний фільм «Joan Didion: The Centre Will Not Hold», що вийшов на Netflix 2017 року.
Джоан Дідіон померла 23 грудня 2021 року в себе вдома у Нью-Йорку в 87-річному віці від хвороби Паркінсона.

## Твори

### Романи
- Біжи, ріка / Run, River (1963)
- Грай як по писаному / Play It as It Lays (1970)
- Книга загальної молитви / A Book of Common Prayer (1977)
- Демократія / Democracy (1984), (український переклад — Олександр Буценко).
- Останнє, чого він хотів / The Last Thing He Wanted (1996)

### Інше
- І подалися до Віфлеєму / Slouching Towards Bethlehem (1968)
- Білий альбом / The White Album (1979)
- Сальвадор / Salvador (1983)
- Маямі / Miami (1987)
- Після Генрі / After Henry (1992)
- Політичні фікції / Political Fictions (2001)
- Звідки я? / Where I Was From (2003)
- Фиксовані ідеї: Америка з 9.11 / Fixed Ideas: America Since 9. 11 (2003, передмова Френка Річа)
- Дідіон, перевірена часом / Vintage Didion (2004, вибране)
- Рік магічного мислення / The Year of Magical Thinking (2005)
- Ми розповідаємо собі історії, щоб жити / We Tell Ourselves Stories in Order to Live (2006)
- Сині ночі / Blue Nights (2011)
- Південь і Захід: Із записника / South and West: From Notebook (2017)

### П'єси
- Рік магічного мислення / The Year of Magical Thinking (2006, за власною однойменною книгою)

### Кіносценарії
- Паніка в Нідл-Парку (1971)
- Грай як по писаному (1972, за власним однойменним романом)
- Зірка народилась (1976)
- Таємниці сповіді (1981)
- Близько до серця (1996)
- Як це відбувається (2012, в співавторстві з Тоддом Філдом)[21]

## Нагороди та відзнаки
1981 року Дідіон було обрано до Американської академії мистецтв та літератури.
2001 року удостоєна премії Джорджа Полка.
2002 року отримала Літературну премію Сент-Луїса, яка присуджується Бібліотечною асоціацією Університету Сент-Луїса.
Дідіон отримала велике визнання після виходу книги «Рік магічного мислення», яка була удостоєна Національної книжкової премії 2005 року. Також ця книга принесла їй премію Медічі за есеїстику 2007 року.
2006 року обрана до Американського філософського товариства.
2007 року Дідіон отримала від Національного Книжкового Фонду щорічних медалей медаль за видатний внесок в американську літературу. Того ж року Дідіон присуждена премія Евелін Ф. Барклі від Гільдії сценаристів США.
2009 року Дідіон була удостоєна звання почесного доктора філології в Гарвардському університеті. 2011 року Єльський університет присвоїв письменниці звання почесного доктора словесності. 3 липня 2013 року Білий дім згадав Дідіон в числі лауреатів Національної медалі мистецтв США, які будуть представлені президенту Бараку Обамі. 2010 року Дідіон поскаржилася, що при Обамі США стали «зоною, вільною від іронії».